# Geoff Hurst
Sir Geoffrey Charles Hurst MBE (Ashton-under-Lyne, 8 de desembre de 1941) és un exfutbolista anglès de la dècada de 1960.
Fou internacional amb la selecció d'Anglaterra amb la qual participà en la Copa del Món de futbol de 1966. Fou l'autor de tres dels quatre gols d'Anglaterra a la final davant Alemanya.
La major part de la seva carrera la passà al West Ham United FC, on marcà 242 gols en 500 partits. Més tard jugà a Stoke City FC, West Bromwich Albion FC, Cork Celtic i Seattle Sounders. Posteriorment fou entrenador del Chelsea FC i del Kuwait SC.
També fou breument jugador de criquet al club del comtat d'Essex el 1962.

## Palmarès

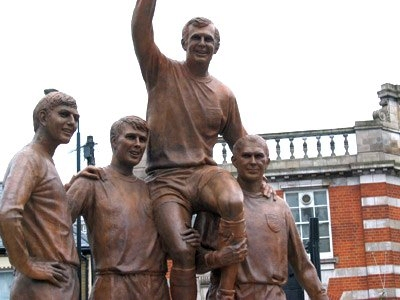
Escultura dels campions del Món, Hurst segon per l'esquerra.

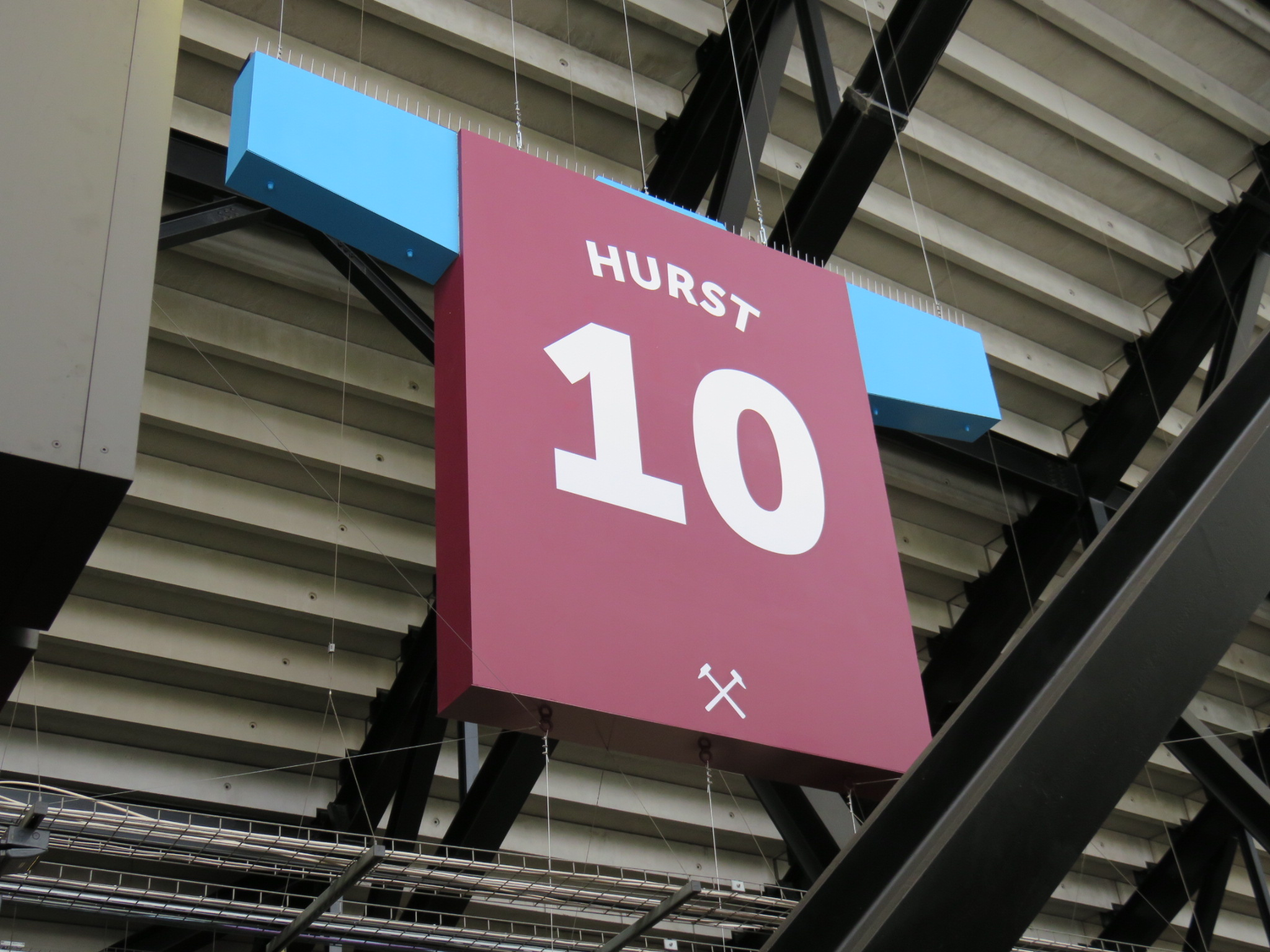
Samarreta de Hurst a l'Estadi Olímpic de Londres.

West Ham United
- International Soccer League: 1963
- FA Cup: 1964
- Recopa d'Europa de futbol: 1965

Anglaterra
- Copa del Món de futbol: 1966